# Émile Balisaux
Émile Balisaux, né à Fleurus le 17 août 1827 et mort à Ligny le 30 novembre 1891, est un homme politique belge francophone libéral. Il est également avocat, industriel et banquier.

## Biographie
Émile Charles Joseph Balisaux, né à Fleurus le 17 août 1827, est le fils de Charles Balisaux, docteur en médecine (originaire de Montigny-le-Tilleul près de Charleroi), et de Pauline Van Hulst. Il fait ses études secondaires au Collège de Liège et ensuite à l'Université de Liège. Il y est reçu docteur en droit le 6 septembre 1852. Il s'inscrit aussitôt au barreau de Charleroi et termine son stage d'avocat chez le bourgmestre et sénateur de Charleroi Charles Lebeau. Il se marie en 1857 avec sa fille, Flore Lebeau.

## Banquier et entrepreneur
Il a une grande expérience des affaires. En 1860, il est cofondateur et administrateur-délégué de la Banque de Charleroi inscrite comme société sous le nom Commandite Balisaux, Lebeau, J. Le Borne et Compagnie et qui devient Société Anonyme de la Banque de Charleroi le 1er mars 1866. Il gère la banque jusqu'à son décès en 1891.
Il est administrateur d'autres sociétés telles que les Charbonnages du Centre de Gilly, les Hauts-Fourneaux et Usines du Midi de Charleroi, les Houillères-Unies du Bassin de Charleroi (constituée par le regroupement des charbonnages du Centre de Gilly, d'Appaumée-Ransart, de Masses-Diarbois, de Ham-sur-Sambre et des Agglomérés de Couillet), la Banque de Change et d'Émission, les Charbonnages de Pâturages et Wasmes, les Sucreries de Fleurus et les Verreries de Charleroi.

## Homme politique
En 1870, Émile Balisaux, candidat indépendant, se présente aux élections à la députation à la Chambre des représentants pour l'arrondissement de Charleroi. Il bénéficie du soutien des cercles politiques catholiques contre le candidat officiel libéral, Eudore Pirmez. Il est élu, prenant ainsi la succession de son beau-père Charles Lebeau. Réconcilié avec le Parti libéral, il est élu en 1874 sénateur libéral de l'arrondissement de Charleroi. Il exerce ce mandat sans interruption jusqu'à son décès en novembre 1891.
Pendant sa carrière parlementaire, il continue d'appartenir au courant libéral prônant notamment le libre-échange et l'extension du droit de suffrage ce qui ne l'empêche pas d'exprimer de lourdes critiques vis-à-vis de Walthère Frère-Orban et d'Eudore Pirmez. Son passage à la Chambre des représentants est également marqué par la part qu'il prend aux discussions  sur la Convention avec les Bassins Houillers, sur l'affectation des crédits extraordinaires, la construction de la ligne de chemin de fer de Bruxelles à Luttre, la construction de la gare de Charleroi, le rachat du chemin de fer du Luxembourg et le renouvellement du monopole de la Banque nationale. Il se montre particulièrement compétent sur les questions de travaux publics et est désigné comme rapporteur du budget de ce département. Il coopère pour une grande part au développement considérable de la richesse industrielle de la région de Charleroi. Au sénat, il est sur la brèche sur de nombreux sujets. En 1883, il participe aux travaux sur la création d'une Société nationale pour la construction et l'exploitation des chemins de fer vicinaux (SNCV). En 1886, il est membre de la Commission d'enquête sur la situation du travail industriel et en 1889, il débat sur la convention avec l'État indépendant du Congo.
Il est également vice-consul d'Espagne à Charleroi de 1863 à 1871 ce qui lui a valu les décorations de Commandeur de l'ordre d'Isabelle la Catholique et de Chevalier de l'ordre de Charles III.
Le 30 novembre 1891, Émile Balisaux décède d'une hémorragie cérébrale dans son château de Plomcot, après avoir reçu les derniers sacrements. Il avait, au sein du parti libéral, toujours souligné l'importance de la religion.

## Publication
- Lettre à Messieurs les Membres de l'Association charbonnière de Charleroi sur la question d'union douanière entre la France et la Belgique, Charleroi, 1969[5],[6],[7].

## Distinctions
- Officier de l'ordre de Léopold en 1874 (Belgique).
- Commandeur de l'ordre d'Isabelle la Catholique (Espagne).
- Chevalier de l'ordre de Charles III (Espagne).
- Commandeur de l'ordre du Christ en 1886 (Portugal).